# Robert von Gaupp

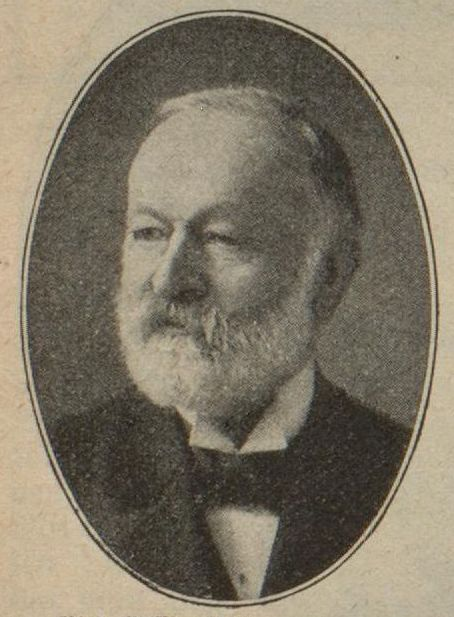
Robert von Gaupp

Conrad Ernst Robert Gaupp, seit 1883 von Gaupp, (* 14. Juli 1836 in Bissingen an der Teck; † 30. August 1908 in Stuttgart) war ein württembergischer Staatsrat und Landtagsabgeordneter.

## Leben und Werk
Robert Gaupp war der Sohn eines evangelischen Pfarrers. Er besuchte 3 Jahre lang die Lateinschule in Kirchheim unter Teck, danach das evangelische Seminar in Urach. Von 1854 bis 1858 studierte er Regiminalwissenschaften in Tübingen. 1858 legte er die erste und 1859 die zweite höhere Dienstprüfung ab. Er war seit 1855 Mitglied der Burschenschaft Germania Tübingen.
Im Jahre 1860 wurde Gaupp Sekretär und Assistent des Präsidenten bei der Zentralstelle für Gewerbe und Handel in Stuttgart. 1862 und 1863 war er Abgesandter bei der Weltausstellung in London. Von 1863 bis 1866 wurde er mehrfach als Aktuar und Oberamtsverweser beim Oberamt Kirchheim eingesetzt. 1866 wechselte er als Kollegialhilfsarbeiter zur Regierung des Donaukreises in Ulm, vorübergehend war er auch Zivilkommissär und Bundesoberamtmann beim Oberamt Hechingen nach der Übernahme der hohenzollerischen Fürstentümer durch den Deutschen Bund. von 1866 bis 1870 war er als Regierungsassessor Dozent für Nationalökonomie und Rechtskunde an der Akademie Hohenheim mit Sitz und Stimme im Lehrerkonvent. Von 1870 bis 1877 leitete er als Oberamtmann das Oberamt Neuenbürg. Nach zwei Jahren als Regierungsrat bei der Regierung des Neckarkreises in Ludwigsburg war er von 1878 bis 1882 als Referent für Gewerbe und Handel sowie für Landwirtschaft beim Innenministerium in Stuttgart tätig. 1882 ernannte man ihn zum Vorstand der Zentralstelle für Gewerbe und Handel. Diese Position bekleidete der bis 1904. 1884 war er zum Kollegialdirektor und 1885 zum wirklichen Direktor befördert worden. 1893 erhielt er den Titel Präsident und 1900 wurde er zum Staatsrat ernannt. 1903 erhielt er noch den Ehrentitel Exzellenz, bevor er 1904 in den Ruhestand ging.
1893 wurde Gaupp als lebenslanges Mitglied in die Erste Kammer des württembergischen Landtags entsandt. Dieses Mandat übte er bis 1899 aus. Dann bat er um seine Entlassung aus dem Landtag aus gesundheitlichen Gründen.
Robert von Gaupp war der Vorstand und später Ehrenvorstand des württembergischen Kunstgewerbevereins. Außerdem war er bis 1903 Vorstand des Gewerblichen Sachverständigenvereins für Württemberg, Baden und Hessen. Er gründete das Württembergische Landesgewerbemuseum in Stuttgart und war auch dessen erster Direktor.

## Ehrungen, Nobilitierung
- 1863 Goldene Medaille für Kunst und Wissenschaft
- 1883 Ritterkreuz 1. Klasse des Ordens der württembergischen Krone, welches mit dem persönlichen Adelstitel (Nobilitierung) verbunden war
- 1886 Ritter II. Klasse des Verdienstordens vom Heiligen Michael
- 1887 Kommandeurskreuz des belgischen Leopoldsordens
- 1889 Komturkreuz des bayerischen Verdienstordens der Krone
- 1889 Kommenturkreuz des Ordens der württembergischen Krone
- 1892 Komturkreuz des österreichischen Franz-Josephs-Ordens
- 1896 Kommenturkreuz erster Klasse des Friedrichs-Ordens
- 1896 Ehrendoktor der staatswissenschaftlichen Fakultät der Universität Tübingen
- 1898 Preußischer Kronorden 2. Klasse mit Stern
- 1899 Stern zum Kommenturkreuz des Ordens der württembergischen Krone[1]
- 1900 Ehrenbürger der Städte Schwenningen und Reutlingen
- 1904 Großkreuz des Friedrichs-Ordens
- Silberne Verdienstmedaille